# Rokan
Rokan – rzeka w Indonezji na Sumatrze; długość 282 km.
Źródła na stokach wulkanu Talakmau w górach Barisan, płynie w kierunku północno-wschodnim; uchodzi estuarium do cieśniny Malakka; u ujścia leży miasto Bagan Siapi-api.
Żeglowna na prawie całej długości.